# Lubenia (gmina)
Pour la localité, voir Lubenia.
Lubenia [luˈbɛɲa] est une commune rurale de la Voïvodie des Basses-Carpates et du Powiat de Rzeszów. Elle s'étend sur 54,77 km² et comptait 6 433 habitants en 2004.
Elle se situe à environ 13 kilomètres au sud-ouest de Rzeszów, la capitale régionale.

## Géographie
Lagmina regroupe les villages de Lubenia, Siedliska, Sołonka et Straszydle